# Mauro Antonio Caballero
Mauro Antonio Caballero (Altos, Paraguay, 3 de mayo de 1972) es un exfutbolista y entrenador paraguayo quien jugaba de delantero. Actualmente se desempeña como director técnico del General Caballero Sport Club de la Segunda División de Paraguay.

## Trayectoria
Mauro Caballero empezó a jugar en el Club 24 de Junio de Altos y luego se trasladó a las divisiones juveniles del Club Olimpia en 1991. En 1992 hizo su debut en el equipo principal de Olimpia, donde más tarde ganaría varios campeonatos nacionales e internacionales. Caballero también jugó en otros clubes como Tigres de la UANL de México, Jorge Wilstermann de Bolivia, Estudiantes de Mérida de Venezuela, y Nacional, Cerro Porteño y Libertad de Paraguay.
Sus mejores años como delantero los vivió entre 1998 y 2003, cuando logró convertirse en uno de los máximos goleadores en la historia de la primera división paraguaya. Además, en 2002 ganó con Olimpia el más importante torneo continental, la Copa Libertadores de América, quedando en el recuerdo el tiro penal del cual se encargó y que trasformó en gol para posibilitar la obtención del título.
Tras retirarse, decidió dedicarse a la dirección técnica, primeramente en la función de ayudante en Libertad, y luego en Olimpia en donde en mayo de 2011 llegó a ser nominado como entrenador principal del equipo en reemplazo de Nery Pumpido, de quien fue uno de sus asistentes durante casi todo el torneo Apertura. Tras la culminación del mismo, abandonó dicha función.
En el 2016 se hace cargo del plantel sub-18 de Olimpia. Durante la salida de Francisco Arce se hizo cargo del plantel por 2 semanas, donde Olimpia debía hacer frente a Táchira en la Copa Libertadores y cayó derrotado. En esa misma semana se hizo cargo del plantel en el clásico del fútbol paraguayo donde también salió derrotado.  Con la llegada de Fernando Jubero al Decano, por pedido de éste se desempeña hoy en día como entrenador de la Reserva. El 20 de noviembre tras confirmarse la salida Fernando Jubero del Decano, asume la conducción del equipo hasta el final del campeonato.

## Selección nacional
Ha sido internacional con la selección de fútbol de Paraguay entre 1996 y 2003. Jugó 15 partidos, 3 por Copa América, 2 por Eliminatorias y 10 amistosos. En su faceta de entrenador, se hizo cargo de la selección sub-20 a partir de agosto de 2011.

### Goles en la Selección
| Resultados | Resultados | Resultados | Resultados | Lugar                | Estadio              | Fecha               | Tipo     | Gol(es) |
| ---------- | ---------- | ---------- | ---------- | -------------------- | -------------------- | ------------------- | -------- | ------- |
| Paraguay   | 3          | 0          | Bolivia    | Ciudad de Guatemala  | Estadio Mateo Flores | 7 de marzo de 1999  | Amistoso | 1 gol   |
| Paraguay   | 2          | 1          | México     | Pedro Juan Caballero | Estadio Rio Parapiti | 28 de abril de 1999 | Amistoso | 1 gol   |

## Clubes

### Como jugador
| Club                  | País      | Año       |
| --------------------- | --------- | --------- |
| Olimpia               | Paraguay  | 1991-1998 |
| Cerro Porteño         | Paraguay  | 1999      |
| Tigres de la UANL     | México    | 1999-2000 |
| Cerro Porteño         | Paraguay  | 2001      |
| Libertad              | Paraguay  | 2001      |
| Olimpia               | Paraguay  | 2002-2004 |
| Jorge Wilstermann     | Bolivia   | 2004      |
| Nacional              | Paraguay  | 2005      |
| Estudiantes de Mérida | Venezuela | 2005-2006 |
| Olimpia               | Paraguay  | 2007      |

### Goles en la Copa Libertadores
| Resultados    | Resultados | Resultados | Resultados            | Lugar      | Estadio                                    | Fecha                 | Temporada | Gol(es) |
| ------------- | ---------- | ---------- | --------------------- | ---------- | ------------------------------------------ | --------------------- | --------- | ------- |
| Olimpia       | 2          | 1          | Nacional              | Montevideo | Estadio Centenario                         | 7 de abril de 1993    | 1993      | 1 gol   |
| Olimpia       | 1          | 0          | Junior                | Asunción   | Estadio Defensores del Chaco               | 12 de abril de 1994   | 1994      | 1 gol   |
| Olimpia       | 5          | 1          | Cerro Porteño         | Asunción   | Estadio Defensores del Chaco               | 25 de febrero de 1998 | 1998      | 1 gol   |
| Olimpia       | 2          | 3          | Colón                 | Santa Fe   | Estadio Brigadier General Estanislao López | 23 de abril de 1998   | 1998      | 1 gol   |
| Cerro Porteño | 2          | 8          | Corinthians           | São Paulo  | Estadio Pacaembú                           | 10 de marzo de 1999   | 1999      | 1 gol   |
| Cerro Porteño | 3          | 0          | Corinthians           | Asunción   | Estadio General Pablo Rojas                | 24 de marzo de 1999   | 1999      | 1 gol   |
| Cerro Porteño | 5          | 0          | Nacional              | Asunción   | Estadio General Pablo Rojas                | 14 de abril de 1999   | 1999      | 2 goles |
| Cerro Porteño | 4          | 0          | Estudiantes de Mérida | Asunción   | Estadio General Pablo Rojas                | 12 de mayo de 1999    | 1999      | 1 gol   |
| Cerro Porteño | 3          | 1          | Sport Boys            | Asunción   | Estadio General Pablo Rojas                | 15 de febrero de 2001 | 2001      | 1 gol   |
| Cerro Porteño | 2          | 1          | Cruz Azul Fútbol      | Asunción   | Estadio General Pablo Rojas                | 10 de mayo de 2001    | 2001      | 1 gol   |
| Olimpia       | 1          | 2          | Once Caldas           | Manizales  | Estadio Palogrande                         | 19 de marzo de 2002   | 2002      | 1 gol   |
| Olimpia       | 2          | 3          | Grêmio                | Asunción   | Estadio Defensores del Chaco               | 22 de abril de 2003   | 2003      | 1 gol   |
| Olimpia       | 2          | 1          | Sporting Cristal      | Asunción   | Estadio Defensores del Chaco               | 16 de marzo de 2004   | 2004      | 1 gol   |

Para un total de 14 goles.

### Como entrenador
| Club                 | País     | Año  |
| -------------------- | -------- | ---- |
| Olimpia              | Paraguay | 2011 |
| Sportivo Carapeguá   | Paraguay | 2013 |
| Olimpia (sub-18)     | Paraguay | 2016 |
| Olimpia (Interino)   | Paraguay | 2016 |
| Olimpia (Reserva)    | Paraguay | 2016 |
| Olimpia              | Paraguay | 2017 |
| Martín Ledesma       | Paraguay | 2018 |
| General Caballero ZC | Paraguay | 2018 |

## Palmarés

### Como jugador

#### Campeonatos nacionales
| Título               | Club          | País     | Año  |
| -------------------- | ------------- | -------- | ---- |
| Torneo República     | Olimpia       | Paraguay | 1992 |
| Campeonato Paraguayo | Olimpia       | Paraguay | 1993 |
| Campeonato Paraguayo | Olimpia       | Paraguay | 1995 |
| Campeonato Paraguayo | Olimpia       | Paraguay | 1997 |
| Campeonato Paraguayo | Olimpia       | Paraguay | 1998 |
| Campeonato Paraguayo | Cerro Porteño | Paraguay | 2001 |

#### Copas internacionales
| Título              | Club    | Sede        | Año  |
| ------------------- | ------- | ----------- | ---- |
| Copa Libertadores   | Olimpia | São Paulo   | 2002 |
| Recopa Sudamericana | Olimpia | Los Ángeles | 2003 |